# NGC 5948
NGC 5948 is een dubbelster in het sterrenbeeld Slang. Het object werd op 14 juni 1881 ontdekt door de Franse astronoom Édouard Jean-Marie Stephan.